# AutoCAD Civil 3D
AutoCAD Civil 3D ist eine CAD-Software von Autodesk auf AutoCAD-Basis für die Planung, den Entwurf und die Verwaltung von Infrastruktur-, Erschließungs- und Tiefbauprojekten wie
- Straßen, Wege und Plätze
- Kanalisation und Rohrleitungen
- Geländeanalyse und -gestaltung (z. B. für Baugebietsentwicklung, Landschaftsbau, Freiraumgestaltung, Entwässerung, Kanäle, Becken, Dämme, Deiche, Wälle, Gewässerausbau, Hafenbau, Deponiebau)
- Grundstücksaufteilung und Parzellierung
- Vermessung

Typische Anwender sind Bau- und Vermessungsingenieure, Stadt- und Landschaftsplaner, Techniker und technische Zeichner.
Es zeichnet sich durch seinen graphischen 3D-Ansatz aus. Objekte, die Höheninformationen enthalten, können in 3D dargestellt werden und erleichtern Anwendern so die Überprüfung des Entwurfs. Die Erstellung von Querschnitten geschieht nicht über Texteingabe und Programmierung, sondern graphisch im Baukastenprinzip.
Das sogenannte Dynamische Konstruktionsmodell von AutoCAD Civil 3D bewirkt, dass Änderungen an einer Stelle und in einer beliebigen Phase im Projekt automatisch im gesamten Projekt nachgeführt werden, sodass die Projekte schneller und präziser abgewickelt werden. Projektbeteiligte arbeiten mit intelligenten Datenverknüpfungen oder mit Hilfe von Autodesk Vault auf Grundlage desselben Datenmodells und profitieren somit von einheitlichen und stets aktuellen Projektdaten.
Im Unterschied zum Basisprodukt AutoCAD werden nicht CAD-Grundelemente konstruiert, sondern intelligente Objekte für die Infrastrukturplanung, wie Digitales Geländemodell (DGM), Baugruben, Straßenachsen, Längsschnitte, Querprofile, 3D-Profilkörper, Kanalhaltungen und -schächte usw., die mit den anderen Objekten interagieren. Der Vorteil für Anwender ist die schnellere Planung und Planungsänderung.
AutoCAD Civil 3D beinhaltet die komplette Funktionalität von AutoCAD und AutoCAD Map 3D, der Geoinformationssystem-Lösung von Autodesk. Als offenes System unterstützt Civil 3D die Branchenstandards DWG, DXF, DWF, DGN sowie LandXML.
Zusätzlich zur Grundversion ist die Installation von Programmerweiterungen mit regionalem Bezug essentiell. Mit sogenannten Country Kits wird eine Installation an den jeweiligen Zielmarkt angepasst. Damit werden Vorlagen, Entwurfsparameter, Objektkataloge und Ansichtsstile importiert, um Planungsunterlagen entsprechend der örtlichen Vorlagen erstellen zu können. Für den deutschsprachigen Raum ist weiterhin die „DACH-Extension“ erhältlich, die weitere Funktionen für den Straßenentwurf, Automatisierung für die Planerstellung sowie den Datenaustausch über bestimmte Formate (REB, OKSTRA und ISYBAU) enthält.
AutoCAD Civil 3D wird an verschiedenen Hochschulen und Fachhochschulen als Schulungssoftware verwendet. Schüler und Studenten können AutoCAD Civil 3D frei zugänglich herunterladen und nutzen.
Für den Deponiebau fehlt eine Funktion, um DGMs in einer vorgegebenen Schichtstärke parallel zur Neigung zu kopieren. Bei unterschiedlichen Neigungen ist ein einfaches Heben des DGMs nicht ausreichend (häufig im Deponiebau benötigte Funktion).